# Campeonato Africano de Atletismo de 2010 - 800 m masculino
A prova dos 800 metros masculino do Campeonato Africano de Atletismo de 2010 foi disputada entre os dias 28 e 30 de julho de 2010 em Nairóbi,  no Quênia. 

## Recordes
Antes desta competição, os recordes mundiais e do campeonato nesta prova eram os seguintes:
|                       | Nome            | Nacionalidade | Tempo     | Local       | Data                 |
| --------------------- | --------------- | ------------- | --------- | ----------- | -------------------- |
| Recorde mundial       | Wilson Kipketer | Dinamarca     | 1m 41s 11 | Colônia     | 24 de agosto de 1997 |
| Recorde do campeonato | David Rudisha   | Quênia        | 1m 44s 20 | Addis Ababa | 2 de maio de 2008    |
| Recorde africano      | Sammy Koskei    | Quênia        | 1m 42s 28 | Colônia     | 26 de agosto de 1984 |

Os seguintes recordes foram estabelecidos durante esta competição:
| Data        | Evento | Atleta        | Nacionalidade | Tempo     | Notas                 |
| ----------- | ------ | ------------- | ------------- | --------- | --------------------- |
| 30 de julho | Final  | David Rudisha | Quênia        | 1m 42s 84 | Recorde do campeonato |

## Medalhistas
| Ouro                | Prata                   | Bronze               |
| David Rudisha (KEN) | Alfred Kirwa Yego (KEN) | Jackson Kivuva (KEN) |

## Cronograma
Todos os horários são locais (UTC+3).
| Data        | Hora  | Evento    |
| ----------- | ----- | --------- |
| 28 de julho | 17:25 | Bateria   |
| 29 de julho | 15:00 | Semifinal |
| 30 de julho | 15:30 | Final     |

## Resultados

### Bateria
Qualificação: 3 atletas de cada bateria  (Q) mais os 4 melhores qualificados (q).
| Posição | Bateria | Atleta                   | Nacionalidade             | Tempo   | Notas                |
| ------- | ------- | ------------------------ | ------------------------- | ------- | -------------------- |
| 1       | 1       | Alfred Kirwa Yego        | Quênia                    | 1:48.66 | Q                    |
| 2       | 1       | Mouhcine Elamine         | Marrocos                  | 1:48.81 | Q                    |
| 3       | 4       | Shiferaw Wola            | Etiópia                   | 1:49.50 | Q                    |
| 4       | 3       | Jackson Kivuva           | Quênia                    | 1:49.93 | Q                    |
| 5       | 4       | Jimmy Adar               | Uganda                    | 1:50.00 | Q                    |
| 6       | 1       | Windy Jonas              | África do Sul             | 1:50.22 | Q                    |
| 7       | 2       | David Rudisha            | Quênia                    | 1:50.51 | Q                    |
| 8       | 3       | Fikadu Dejene            | Etiópia                   | 1:50.82 | Q                    |
| 9       | 4       | Nadjim Manseur           | Argélia                   | 1:51.35 | Q                    |
| 10      | 2       | Dawit Wolde              | Etiópia                   | 1:51.44 | Q                    |
| 11      | 1       | Frank Martin             | Tanzânia                  | 1:51.68 | q                    |
| 12      | 3       | Mbulaeni Mulaudzi        | África do Sul             | 1:51.81 | Q                    |
| 13      | 2       | Mor Seck                 | Senegal                   | 1:51.88 | Q                    |
| 14      | 4       | Severin Sahinkuye        | Burundi                   | 1:51.92 | q                    |
| 15      | 3       | Daniel Nghipandulwa      | Namíbia                   | 1:52.12 | q                    |
| 16      | 2       | Barae Hhera              | Tanzânia                  | 1:52.38 | q                    |
| 17      | 1       | Alex Fra Ngouari-Mouissi | República do Congo        | 1:55.68 | Recorde da temporada |
| 18      | 2       | Ishaku Mohammed          | Nigéria                   | 1:56.02 |                      |
| 19      | 2       | Potien Ntawuyirushintege | Ruanda                    | 1:56.56 |                      |
| 20      | 1       | Lourenco Bartolo Antonio | Angola                    | 1:57.32 |                      |
| 21      | 2       | Vicente Ntutumu Obama    | Guiné Equatorial          | 2:03.58 |                      |
| 98 !    | 3       | Abdalla Mohamed Hussein  | Somália                   | DNF     |                      |
| 99 !    | 1       | Patrick Saboun           | República Centro-Africana | DNS     |                      |
| 99 !    | 3       | Joseph Malipilo          | Zâmbia                    | DNS     |                      |
| 99 !    | 3       | Jeremias Silva           | Guiné-Bissau              | DNS     |                      |
| 99 !    | 4       | Oscar Bouba              | Camarões                  | DNS     |                      |
| 99 !    | 4       | Abubaker Kaki            | Sudão                     | DNS     |                      |

### Semifinal
Qualificação: 3 atletas de cada bateria  (Q) mais os  2 melhores qualificados (q). 
| Posição | Bateria | Atleta                | Nacionalidade | Tempo   | Notas |
| ------- | ------- | --------------------- | ------------- | ------- | ----- |
| 1       | 2       | David Rudisha         | Quênia        | 1:46.58 | Q     |
| 2       | 2       | Alfred Kirwa Yego     | Quênia        | 1:47.28 | Q     |
| 3       | 2       | Mouhcine Elamine      | Marrocos      | 1:47.68 | Q     |
| 4       | 2       | Windy Jonas           | África do Sul | 1:48.56 | q     |
| 5       | 2       | Severin Sahinkuye     | Burundi       | 1:48.79 | q,    |
| 6       | 1       | Jackson Kivuva        | Quênia        | 1:49.49 | Q     |
| 7       | 1       | Shiferaw Wola         | Etiópia       | 1:49.53 | Q     |
| 8       | 1       | Mor Seck              | Senegal       | 1:49.80 | Q     |
| 9       | 2       | Dawit Wolde           | Etiópia       | 1:50.26 |       |
| 10      | 1       | Jimmy Adar            | Uganda        | 1:50.30 |       |
| 11      | 1       | Daniel Nghipandulwa   | Namíbia       | 1:50.35 |       |
| 12      | 1       | Fikadu Dejene Dabushe | Etiópia       | 1:50.94 |       |
| 13      | 1       | Frank Martin          | Tanzânia      | 1:51.43 |       |
| 14      | 2       | Barae Hhera           | Tanzânia      | 1:52.11 |       |
| 98 !    | 2       | Nadjim Manseur        | Argélia       | DNF     |       |
| 99 !    | 1       | Mbulaeni Mulaudzi     | África do Sul | DNS     |       |

### Final
| Posição           | Atleta            | Nacionalidade | Tempo   | Notas                 |
| ----------------- | ----------------- | ------------- | ------- | --------------------- |
| Medalha de ouro   | David Rudisha     | Quênia        | 1:42.84 | Recorde do campeonato |
| Medalha de prata  | Alfred Kirwa Yego | Quênia        | 1:44.85 | Recorde da temporada  |
| Medalha de bronze | Jackson Kivuva    | Quênia        | 1:45.47 | Recorde da temporada  |
| 4                 | Shiferaw Wola     | Etiópia       | 1:46.39 |                       |
| 5                 | Mouhcine Elamine  | Marrocos      | 1:47.18 |                       |
| 6                 | Mor Seck          | Senegal       | 1:47.61 |                       |
| 7                 | Severin Sahinkuye | Burundi       | 1:48.36 | Recorde pessoal       |
| 8                 | Windy Jonas       | África do Sul | 1:49.08 |                       |

Legenda
| Recorde mundial       | Recorde mundial (World record)               |                       | Recorde africano                      | Recorde africano (African) |                                           | Q | Classificado por posição (Qualified) |
| Recorde do campeonato | Recorde do campeonato (Championship record)  | Recorde da América    | Recorde da América (Americas)         | q                          | Classificado por melhor tempo (Qualified) |   |                                      |
| Melhor marca do ano   | Melhor marca do ano (World leading)          | Recorde asiático      | Recorde asiático (Asian)              | DNS                        | Não largou (Did not start)                |   |                                      |
| Recorde nacional      | Recorde nacional (National record)           | Recorde europeu       | Recorde europeu (European)            | DNF                        | Não terminou (Did not finish)             |   |                                      |
| Recorde pessoal       | Recorde pessoal do atleta (Personal best)    | Recorde da Oceania    | Recorde da Oceania (Oceania)          | DSQ / DQ                   | Desclassificado (Disqualified)            |   |                                      |
| Recorde da temporada  | Recorde da temporada do atleta (Season best) | Recorde sul-americano | Recorde sul-americano (South America) | NM                         | Sem marca (No mark)                       |   |                                      |